# Larry Joe Campbell
Larry Joe Campbell (Pontiac (Michigan), 29 november 1970) is een Amerikaans acteur.
Campbell werd vooral bekend als Andy, de zwager van Jim (James Belushi) en de broer van Cheryl (Courtney Thorne-Smith) en Dana (Kimberly Williams-Paisley) uit de comedyserie According to Jim.
Hij maakte zijn debuut in 1999, in de film Get the Hell Out of Hamtown, maar was ook te zien in onder meer Wedding Crashers, Showtime en Alleyball. 
Tevens speelde Campbell de rol van Don Atlin in de comedyserie Deeply Irresponsible en speelde gastrollen in onder meer Friends, Suddenly Susan, My Name Is Earl en Rules of Engagement.

## Filmografie
- Get the Hell Out of Hamtown (1999) - Kamergenoot
- Stark Raving Mad Televisieserie - Man in lift (Afl., The Stalker, 1999)
- Friends Televisieserie - The Fan (Afl., The One Where Chandler Can't Cry, 2000)
- Suddenly Susan Televisieserie - Gus (Afl., The Bird in the Wall, 2000)
- The Trouble with Normal Televisieserie - Stansfield Schlick (13 afl., 2000)
- The Geena Davis Show Televisieserie - Dr. Liste (Afl., Hot Potato, 2001)
- The Ellen Show Televisieserie - Randy (Afl., Muskrat Love, 2001)
- One Half Gone (2002) - Glenn
- Showtime (2002) - Agent in kleedkamer #2
- Jiminy Glick in Lalawood (2004) - Haygood Lewkin
- Wedding Crashers (2005) - Getuige
- Alleyball (2006) - Stencke
- The Eyes Have It (2007) - Moxie Lewis
- Drive Thru (2007) - Rechercheur Dwayne Crockers
- My Name Is Earl Televisieserie - Cipier Ron(Afl., The Gangs of Camden County, 2007|Early Release, 2007)
- Deeply Irresponsible Televisieserie - Don Atlin (2007)
- Scooby Doo and the Goblin King (DVD, 2008) - Glum (Stem)
- Yoga Matt (2008, korte film) - Agent Strinske
- The Law (Televisiefilm, 2009) - Carl Tucker
- According to Jim Televisieserie - Andy (182 afl., 2001-2009)
- Weeds Televisieserie - C.P. Jones (5 afl., 2009)
- Piranhas (Televisiefilm, 2010) - Leary
- Good Luck Charlie Televisieserie - Hugo (Afl., Charlie Did It!, 2010)
- Killers (2010) - Pete Denham
- Welcome to the Jungle Gym (2010, korte film) - Mr. Shebesta
- Fitful (2011) - Vigs
- Hall Pass (2011) - Hog-Head
- Carly Craig's Sexy Photoshoot for Maxim (2011, korte film) - Rol onbekend
- Rules of Engagement Televisieserie - Todd (Afl., The Set Up, 2011|The Power Couple, 2011)
- The Orville Televisieserie - Steve Newton (10 afl., 2017-)